# HD 10180 f
HD 10180 f è un pianeta extrasolare che orbita intorno alla stella di tipo solare HD 10180 distante circa 128 anni luce dalla Terra, nella costellazione dell'Idra Maschio.

## Caratteristiche fisiche
Si tratta di un gigante gassoso con una massa di circa 24 volte quella Terra, che orbita ad una distanza media di 74 milioni di km dalla stella madre in un periodo di circa 123 giorni.